# Richtlinie 2007/60/EG über die Bewertung und das Management von Hochwasserrisiken
Die Richtlinie 2007/60/EG über die Bewertung und das Management von Hochwasserrisiken  bzw. Hochwasserrisikomanagement-Richtlinie ist eine Richtlinie, die einen einheitlichen Rahmen für den Umgang mit dem Hochwasserrisiko innerhalb der Europäischen Union vorgibt.

## Beschreibung
Ziel der Richtlinie ist die Verringerung der nachteiligen Folgen von Hochwasser für die vier Schutzgüter
- menschliche Gesundheit
- Umwelt
- Kulturgüter
- wirtschaftliche Tätigkeit.

Zum 1. März 2010 erfolgte für Deutschland die Umsetzung der Richtlinie in nationales Recht durch Inkrafttreten des Abschnitt 6 (§§ 72 bis 81) im Wasserhaushaltsgesetz.

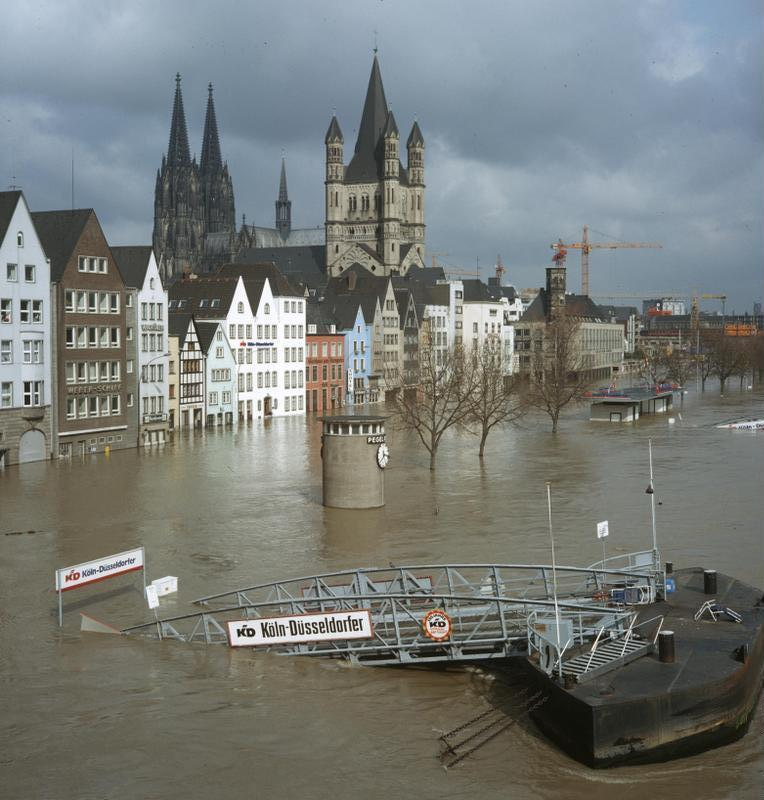
Hochwasser am Kölner Rheinufer, April 1983, Bundesarchiv

Bei der Umsetzung sind die Mitgliedstaaten an eine dreistufige Vorgehensweise gebunden: In der ersten Stufe mussten bis zum 22. Dezember 2011 die Gebiete oder Gewässerabschnitte mit signifikantem Hochwasserrisiko festgelegt werden. Für die definierten Risikogebiete bzw. Risikogewässer mussten darauf aufbauend bis zum 22. Dezember 2013 Hochwassergefahrenkarten und Hochwasserrisikokarten erstellt werden. Hochwassergefahrenkarten zeigen dabei das flächenhafte Ausmaß der Überschwemmung, die möglichen Wassertiefen und gegebenenfalls entsprechende Fließgeschwindigkeiten. Eine Hochwasserrisikokarte zeigt die Flächennutzung sowie die Anzahl der Einwohner, Schutzgebiete und Kulturgüter in potenziell betroffenen Gebieten. Die Karten nehmen dabei auf verschiedene Szenarien Bezug, die über ihre Eintrittswahrscheinlichkeit definiert werden: Häufige, mittlere und seltene Hochwasserereignisse (z. B. „HQ100“: „100-jährliches Hochwasser“ mit dem Risiko, etwa alle 100 Jahre aufzutreten). Die dritte Umsetzungsstufe ist die Erarbeitung von Plänen für ein Hochwasserrisikomanagement, welche Ziele zur Verringerung des Hochwasserrisikos und Maßnahmen zur Erreichung dieser Ziele enthalten sollen. Die Pläne sind bis zum 22. Dezember 2015 fertigzustellen und sollen auf alle Handlungsfelder der Hochwasservorsorge Bezug nehmen. An der Erarbeitung sollen interessierte Stellen beteiligt werden.
Neu an den Hochwasserrisikomanagementplänen ist insbesondere, dass sie verschiedene Überschwemmungsszenarien berücksichtigen sollen (Artikel 6 Hochwasser-Richtlinie). Außerdem gibt die Richtlinie erstmals einen flusseinzugsgebietsbezogenen Ansatz zum Hochwasserrisikomanagement in Europa vor. Diese beiden Aspekte werden allerdings in den Mitgliedsstaaten der EU ganz unterschiedlich umgesetzt.
Die Risikobewertungen sowie Karten und Pläne sind alle sechs Jahre zu überprüfen und an neue Erkenntnisse anzupassen.